# Resolució 1285 del Consell de Seguretat de les Nacions Unides
La Resolució 1285 del Consell de Seguretat de les Nacions Unides fou adoptada per unanimitat el 13 de gener de 2000. Després de recordar anteriors resolucions sobre Croàcia incloses les resolucions 779 (1992), 981 (1995), 1147 (1997), 1183 (1998), 1222 (1999) i 1252 (1999), el Consell va autoritzar la Missió d'Observadors de les Nacions Unides a Prevlaka (UNMOP) a continuar supervisant la desmilitarització a la zona de la península de Prevlaka fins al 15 de juliol de 2000. Fou la primera resolució de l'any 2000 i del segle XXI.
El Consell de Seguretat va continuar preocupat per les violacions del règim de desmilitarització i les limitacions de la llibertat de circulació dels observadors de les Nacions Unides, tot i que s'havien produït alguns esdeveniments positius. Va donar la benvinguda a l'obertura dels punts de cruïlla entre Croàcia i Montenegro facilitant el trànsit civil i comercial sense incidents de seguretat que representaven una mesura significativa de foment de la confiança entre els dos països.
Es va instar tant a Croàcia com a la República Federal de Iugoslàvia (Sèrbia i Montenegro) a aplicar plenament un acord sobre la normalització de les seves relacions, cessar les violacions del règim de desmilitarització, reduir la tensió i garantir la lliure circulació als observadors de les Nacions Unides. El secretari general Kofi Annan es va demanar que informés abans del 15 d'abril de 2000 sobre les recomanacions per a les mesures de foment de la confiança entre les dues parts. Finalment es va demanar que la Força d'Estabilització, autoritzada a la Resolució 1088 (1996) i prorrogada per la Resolució 1247 (1999), cooperés amb la UNMOP.